# Обливский
Обливский — хутор в Кумылженском районе Волгоградской области России. Входит в состав Кумылженского сельского поселения. Население 293 чел. (2010).

## История
В «Списке населённых пунктов вновь организуемого Кумылженского района Хопёрского округа» на 1928 год входил в Закумылженский сельсовет. По данным Нижневолжского краевого управления народно-хозяйственного учёта на 1933 год в составе Кумылженского сельсовета.
По состоянию на 1 января 1936 года, 1 июля 1968 года и до реформы 2005 года входил в Кумылженский сельсовет.
В соответствии с Законом Волгоградской области от 14 февраля 2005 года № 1006-ОД «Об установлении границ и наделении статусом Кумылженского района и муниципальных образований в его составе» хутор вошёл в состав образованного Кумылженского сельского поселения.

## География
Расположен в западной части региона, в лесостепи, в пределах Хопёрско-Бузулукской равнины, являющейся южным окончанием Окско-Донской низменности. Примыкает к северной окраине центра района — станице Кумылженская.
Уличная сеть состоит из девяти географических объектов:
Яблоневая пер., ул. Весенняя, ул. Дальняя, ул. Лазоревая, ул. Новая→ ул. Прохладная, ул. Сиреневая, ул. Солнечная, ул. Центральная.
Абсолютная высота 65 метров над уровнем моря.

## Население
| 2010 |
| ---- |
| 293  |

Гендерный состав
По данным Всероссийской переписи населения 2010 года в гендерной структуре населения из человек мужчин — 139, женщин — 154 (47,4 и 52,6 % соответственно).
Национальный состав
Согласно результатам переписи 2002 года, в национальной структуре населения
русские составляли 89 % из общей численности населения в 263 чел..

## Инфраструктура
Развитое сельское хозяйство. Личное подсобное хозяйство.

## Транспорт
стоит на автодороге «Жирновск — Рудня — Вязовка — Михайловка — Кумылженская — Вешенская (Ростовская
область)» (в границах территории Волгоградской области) (идентификационный номер 18 ОП РЗ 18К-5).
Просёлочные дороги.